# دلریو (کالیفرنیا)
دلریو (به انگلیسی: Del Rio) یک منطقهٔ مسکونی در ایالات متحده آمریکا است که در شهرستان استانیسلاس، کالیفرنیا واقع شده‌است. دلریو ۵٫۳۷۷ کیلومتر مربع مساحت و ۱٬۲۷۰ نفر جمعیت دارد و ۳۹ متر بالاتر از سطح دریا واقع شده‌است.